# 2-(Dimethylamino)-2-((4-methylphenyl)methyl)-1-(4-(morpholin-4-yl)phenyl)butan-1-on
2-(Dimethylamino)-2-[(4-methylphenyl)methyl]-1-[4-(morpholin-4-yl)phenyl]butan-1-on ist eine chemische Verbindung aus der Gruppe der Aminoketone.

## Eigenschaften
2-(Dimethylamino)-2-[(4-methylphenyl)methyl]-1-[4-(morpholin-4-yl)phenyl]butan-1-on ist ein weißes bis gelbliches, kristallines Pulver, das praktisch unlöslich in Wasser ist.

## Verwendung
2-(Dimethylamino)-2-[(4-methylphenyl)methyl]-1-[4-(morpholin-4-yl)phenyl]butan-1-on wird als Photoinitiator in UV-härtenden Beschichtungen und Druckfarben verwendet und unter den Namen Omnirad 379, CGI 113, JRCure 379, Keycure 8179 oder Irgacure 379 in den Handel gebracht. Die Verbindung dient als UV-Härter zur Initiierung der Photopolymerisation von ungesättigten Prepolymeren in Kombination mit mono- oder multifunktionellen Monomeren.